# Франс Снайдерс
Франс Снайдерс (Frans Snyders) е фламандски художник на натюрморти и животни.

## Биография
Франс Снайдерс е роден в Антверпен. През 1593 г. той учи при Питер Брьогел Младия, като допълнително се обучава при Хендрик Бален, първия учител на Ван Дайк. Отначало Снайдерс се посвещава на рисуването на плодове, цветя и други натюрморти, но по-късно започва да рисува животни. Той изпълнява с голямо умение и дух ловни сцени и боеве между животни. Композициите му са богати на детайли, с жив и точен рисунък. Талантът му заслужава адмирациите на Рубенс, който често го използва да рисува животни, плодове и натюрморти в собствените си картини. По същия начин той помага и на Якоб Йорданс. В допълнение (чува се, че) Йорданс и А. Янсенс рисуват човешките фигури за Снайдерс. В картините с лов на лъвове и глигани, носещи името на Снайдерс, понякога участва и четката на Рубенс.
Снайдерс е назначен за главен художник на херцог Албер Австрийски, губернатор на Нидерландия, за когото той създава някои от най-добрите си творби. Една от тях – „Лов на елени“ е представена на Филип III Испански, който наема художника да нарисува няколко картини с преследвания на животни, които и до днес се пазят в Испания. Негови картини има в Ермитажа, Прадо, Пушкинския музей в Москва, Дрезденската картинна галерия, Музей на изящните изкуства Брюксел, Национална галерия Осло и много други.